# Dominik Dvořák
Dominik Dvořák (* 9. června 1992 Praha) je český bobista a bývalý atlet.
Startoval na Zimních olympijských hrách 2014, kde byl členem posádky čtyřbobu, jenž se umístil na 16. místě. V roce 2015 mu bylo povoleno účastnit se kempu pro začínající bobové piloty a do dalších sezón nastupoval již jako pilot, s občasnou výpomocí coby brzdaře v posádce Jana Vrby nebo Radka Matouška. Na mistrovstvích světa obsadil ve čtyřbobech nejlépe 10. místo na MS 2015 (pozice brzdaře). V závodech Světového poháru byl jako pilot dvojbobu nejlépe čtvrtý v Siguldě v roce 2018 s Jakubem Noskem na brzdě, maximem ve čtyřbobech je 5. místo ze Světového poháru v Igls roku 2019.
V roce 2018 se mu podařilo společně s Jakubem Noskem, Jaroslavem Kopřivou a Janem Šindelářem kvalifikovat na Zimní olympijské hry v Pchjongčchangu, a tak napomohli k historicky první účasti čtyř českých posádek na ZOH (dvě na dvojbobu a dvě na čtyřbobu). Na dvojbobu obsadil 17. pozici, na čtyřbobu 21. místo.
Jako atlet se účastnil republikových šampionátů. Závodil v atletických vícebojích, skoku do dálky a na MČR 2014 zvítězil v běžecké stafetě 4×100 m.